# Municipio Cuautinchán
Koordinaten: 18° 57′ N, 98° 1′ W
Cuautinchán ist ein Municipio im mexikanischen Bundesstaat Puebla. Das Municipio umfasst eine Fläche von 160,8 km². Im Jahr 2010 hatte Cuautinchán eine Bevölkerung von 9538 Einwohnern. Verwaltungssitz, nicht jedoch einwohnerreichster Ort des Municipios ist das gleichnamige Cuautinchán.

## Geographie
Das Municipio Cuautinchán liegt zentral im Bundesstaat Puebla etwa 30 km östlich dessen Hauptstadt Heroica Puebla de Zaragoza in der Región V auf einer Höhe zwischen 2000 m und 2560 m. Es zählt zur Gänze zur physiographischen Provinz der Sierra Volcánica Transversal. Das Municipio entwässert zur Gänze über den Río Atoyac in den Pazifik. Vorherrschende Gesteinstypen sind die magmatischen Extrusivgesteine Tuff (26 %) und Basalt (25 %) bei 16 % Sedimentgestein und 12 % Alluvialboden. Bodentyp von 54 % des Municipios ist der Leptosol, gefolgt von 23 % Durisol und 19 % Phaeozem. Mehr als die Hälfte der Gemeindefläche werden ackerbaulich genutzt, knapp 10 % sind von Wald bedeckt.
Das Municipio Cuautinchán grenzt an die Municipios Tepeaca, Acajete, Amozoc, Puebla, Tzicatlacoyan und Tecali de Herrera und somit an die Zona Metropolitana de Puebla-Tlaxcala.

## Bevölkerung
Beim Zensus 2010 wurden im Municipio 9538 Menschen in 2163 Wohneinheiten gezählt. Gut ein Prozent davon sind Sprecher einer indigenen Sprache, darunter 65 Sprecher des Nahuatl und 21 des Totonakischen. Etwas über 11 % der Bevölkerung waren Analphabeten. 3288 Einwohner wurden als Erwerbspersonen registriert, wovon über 76 % Männer bzw. 6,5 % arbeitslos waren. Gut 26 % der Bevölkerung lebten in extremer Armut.

## Orte
Das Municipio Cuautinchán umfasst 36 localidades, von denen nur der Hauptort vom INEGI als urban klassifiziert ist. Sechs Orte wiesen beim Zensus 2010 eine Einwohnerzahl von über 500 auf:
| Ort                   | Einwohner |
| San Jerónimo Almoloya | 2482      |
| Cuautinchán           | 2454      |
| Torija                | 1076      |
| Concepción Pardiñas   | 0840      |
| Alpatláhuac           | 0748      |
| Santa Cruz Alpuyeca   | 0579      |